# 素晴らしき男
『素晴らしき男』（A Fine Madness）は、1966年のアメリカ合衆国の映画。監督はアーヴィン・カーシュナー。出演はショーン・コネリーなど。
エリオット・ベイカーによる1964年の小説を基にしたテクニカラーコメディ映画で、本を完成させることができない欲求不満の詩人サムソンの物語である。

## ストーリー
売れない詩人のサムソン・シリトーは、自分が引き起こす多くの問題の尻拭いをしてくれてきているウェイトレスの妻ローダと共にグリニッチ・ヴィレッジに住んでいる。サムソンは今取り組んでいる最中の詩を仕上げるためのインスピレーションが湧いて来ず、攻撃的になると同時に意気消沈している。前妻への慰謝料の支払いが滞っているため、彼はその取立人に絶えず追われており、或る日、取立人に同行して来た刑事に暴行を加えてしまう。
サムソンは、清掃員として訪問した先の会社の社長秘書と社長室で情事にふけっている現場を社員たちに発見され、クビになってしまう。彼は知人に頼まれて、金持ちの婦人たちの会合で自分の詩を吟唱することを引き受けるが、吟唱する前に卓上のシャンペンをがぶ飲みして、いざ壇上で吟唱する際には酒乱ぶりを発揮し、聴衆の婦人たちを非難・侮辱し始めたことから、会合は大荒れの中、終了する。しかし謝礼の200ドルの小切手は強引にせしめて、それをローダに渡す。
ローダはサムソンに内緒で、精神科医のウェスト博士の助けを求める。ウェストは「ライターズ・ブロック」（＝著述家等のスランプ状態）を治せるとの評判をとっているのである。ローダは、サムソンが詩を仕上げることが出来なければ自殺してしまうかも知れないと訴えたことから、報酬も格安の200ドルでウェストはしぶしぶサムソンと会うことに同意する。自分が貰える筈だった詩の吟唱の謝礼が自分の治療費に充当されたと知ったサムソンは、ウェストとの最初の診察の時、200ドルを返せとウェストに食って掛かる。ところが、サムソンの言動に興味を覚えたウェストは、サムソンに自分の患者になるよう説得する。ウェストは、サムソンが喧騒の街を避けて療養出来るように、ニューヨーク州北部の療養所を手配する。
療養所の医師であるメンケン博士は、サムソンの怒ると凶暴になる性格を抑える新しい外科的措置を実験的に試したいと考える。メンケンは、その手術に同意するようローダに本当のことを言わずに説得する。ウェストと他の2人の同僚医師は、そのような処置はロボトミー手術に極めて類似した危険なものであるとして激しく反対する。
ウェストの妻リディアは、自分の結婚生活に不満を抱いている。ウェストは、その通俗的な精神医学に関する見識によりテレビ番組で人気があり、彼女は殆ど彼と会う時間が無いからである。彼女は療養所でサムソンと出会う。サムソンは彼女がウェストと結婚していることを知らないが、上記の婦人会の会合で彼女に会ったことを覚えている。サムソンは彼女を誘惑し、治療用の大きな金属の風呂桶の中で2人が戯れているのをウェストが目撃してしまう。これにより、怒りを覚えたウェストは考えを変えてメンケンが希望する手術に賛成するようになる。
リディアはサムソンの手術のことを知り、急いで止めようとするが、療養所に到着したのは手術が終わった後だった。サムソンが目を覚ますと、いきなりメンケンを殴り飛ばす。手術は効果が無かったことが判明し、サムソンはニューヨークに戻る。ローダは急いでサムソンのところに行くが、サムソンは召喚状を受け取ったことから、元妻に遅れていた慰謝料を支払うか刑務所に行くかの何れかを迫られる。そこにリディアが現れ、未払いの金額分を自分の小切手で支払う。
リディアはサムソンに、ウェストと分かれるつもりだと言い、そしてサムソンと一緒にいたいなどと仄めかす。ローダは抗議するが、サムソンはリディアに、ローダとも一緒に3人で住もうと言う。サムソンの言うことにリディアはショックを受け、その場から立ち去る。ローダはサムソンに自分が妊娠していることを告げる。取り乱したサムソンは路上でローダを殴り付け、それを回りで見ていた群衆は怒ってサムソンを責め立てる。

## キャスト
※括弧内は日本語吹替（放送日1997年3月11日『午後のロードショー』他）
- サムソン・シリトー：ショーン・コネリー（青野武）
- ローダ・シリトー：ジョアン・ウッドワード
- リディア・ウェスト：ジーン・セバーグ
- オリバー・ウェスト：パトリック・オニール
- ヴェラ・クロポトキン博士：コリーン・デューハースト
- メンケン博士：クライヴ・レヴィル
- フィッツジェラルド氏：ジャッキー・クーガン
- ダニエル：ジョン・フィードラー
- アーノルド：リチャード・カステラーノ

## スタッフ
- 監督：アーヴィン・カーシュナー
- 製作：ジェローム・ヘルマン（英語版）
- 原作・脚本：エリオット・ベイカー（英語版）
- 撮影：テッド・マッコード（英語版）
- 編集：ウィリアム・ジーグラー（英語版）
- 音楽：ジョン・アディソン（英語版）